# Srei Santhor
Srei Santhor är ett distrikt i Kambodja.   Det ligger i provinsen Kampong Cham, i den centrala delen av landet, 40 km nordost om huvudstaden Phnom Penh.